# Timothy West
Pour les articles homonymes, voir West.
Timothy West est un acteur britannique né le 20 octobre 1934 à Bradford (West Riding of Yorkshire, Angleterre) et mort le 12 novembre 2024, à Londres (Angleterre).

## Biographie
Timothy West est le fils de l'acteur Lockwood West (en) (1905-1989), il étudie à l'école John Lyon à Londres, puis à la Grammar school de Bristol, où il est camarade de classe de l'acteur Julian Glover.
Timothy West commence sa carrière théâtrale en 1956 où il joue des comédies et des thrillers. Il fait partie de la Royal Shakespeare Company en 1965 et joue quelques pièces à Straford upon Avon. Avec sa femme, ils sont propriétaires du Lace Market Theatre à Nottingham. Timothy West commence sa carrière cinématographique en 1960, dans des seconds rôles avec la série Persuasion, on le verra dans The Looking Glass War en 1969, Edward II en 1970, Nicolas et Alexandra en 1971 et dans Les Dix Derniers Jours d'Hitler en 1973, il obtiendra son premier grand rôle en 1975, avec Edward the King, dans le rôle d'Edouard VII, Churchill and the Generals en 1979, où il interprète Winston Churchill. On l'a vu aussi dans Massada (1981), Cry Freedom (1987), À tout jamais: Une histoire de Cendrillon (1998), et Jeanne d'Arc (1999).
Timothy West a été fait commandeur de l'ordre de l'Empire britannique en 1984, pour l'ensemble de sa carrière.
Pendant plus de 30 ans, Timothy West a été le président des syndics de la London Academy of Music and Dramatic Art, poste dont il décide de prendre congé en janvier 2018.

### Famille
Timothy West est marié avec l'actrice Prunella Scales et sont tous deux partisans du Parti travailliste. Son fils Samuel West est lui aussi acteur.

## Filmographie
- 1960 : Persuasion (feuilleton TV) : Charles Hayter
- 1966 : M15 demande protection (The Deadly Affair) : Matrevis
- 1967 : Witch Hunt (feuilleton TV) : Dr Howard Agister
- 1968 : Sous l'emprise du démon (Twisted Nerve) : Supt. Dakin
- 1969 : Big Breadwinner Hog (série télévisée) : Lennox
- 1970 : Le Miroir aux espions (The Looking Glass War) : Taylor
- 1970 : The Tragedy of King Richard II (TV) : Bolingbroke
- 1970 : Edward II (TV) : jeune Mortimer
- 1971 : Nicolas et Alexandra (Nicholas and Alexandra) : Dr Eugene Botkine
- 1972 : The Edwardians (en) (feuilleton TV) : Horatio Bottomley
- 1972 : Horatio Bottomley (TV)
- 1973 : Les Dix Derniers Jours d'Hitler (Hitler: The Last Ten Days) : Professeur Gebhardt
- 1973 : Chacal (The Day of the Jackal) : Berthier
- 1974 : En voiture, Simone (Soft Beds, Hard Battles) : Convent Chaplain
- 1975 : Hedda : le juge Brack
- 1975 : Edward the King (feuilleton TV) : Édouard VII
- 1977 : Les Temps difficiles (Hard Times) (série TV) : Josiah Bounderby
- 1977 : Joseph Andrews : Mr. Tow-Wouse
- 1977 : Teufels Advokat, Des
- 1978 : Les 39 Marches (The Thirty-Nine Steps) : Porton
- 1979 : Henry VIII (TV) : cardinal Wolsey
- 1979 : Churchill and the Generals (TV) : Winston Churchill
- 1979 : Agatha : Kenward
- 1979 : Crime et Châtiment (Crime and Punishment) (feuilleton TV) : Porfiry Petrovich
- 1980 : Le lion sort ses griffes (Rough Cut) : Nigel Lawton
- 1981 : Masada (feuilleton TV) : l'empereur Vespasien
- 1982 : Un meurtre est-il facile ? (Murder Is Easy) (TV) : Lord Easterfield
- 1982 : Oliver Twist (TV) : Mr. Bumble
- 1983 : Brass (série TV) : Bradley Hardacre
- 1984 : The Last Bastion (feuilleton TV) : Winston Churchill
- 1985 : Une poignée de seigle (A Pocket Full of Rye) (TV) : Rex Fortescue
- 1985 : Florence Nightingale (TV) : Russell
- 1985 : Tender Is the Night (feuilleton TV) : Mr. Morris
- 1986 : The Good Doctor Bodkin-Adams (TV) : John Bodkin-Adams
- 1986 : The Monocled Mutineer (série TV) : Brigadier-Général Andrew Thomson
- 1987 : What the Butler Saw (TV) : l'inspecteur du Gouvernement
- 1987 : Breakthrough at Reykjavik (TV) : Mikhaïl Gorbatchev
- 1987 : When We Are Married (TV) : Albert Parker
- 1987 : Harry's Kingdom (TV) : Harry King
- 1987 : Cry Freedom : le capitaine De Wet
- 1988 : Consuming Passions : DrRees
- 1988 : Beryl Markham: A Shadow on the Sun (TV) : Charles Clutterbuck
- 1989 : Blore M.P. (TV) : Derek Blore
- 1990 : Un train pour Petrograd (Lenin: The Train) (TV) : Parvus
- 1990 : The Tragedy of Flight 103: The Inside Story (TV) : le colonel Wilfred Wood
- 1991 : Bye Bye Columbus (TV) : Martin Pinzon
- 1992 : Framed (TV) : DCI Jimmy McKinnes
- 1994 : Smokescreen (feuilleton TV) : Frank Sherringham
- 1995 : Eleven Men Against Eleven (TV) : Sir Bob Luckton
- 1995 : Hiroshima (TV) : le Premier ministre Winston Churchill (comme Tim West)
- 1996 : Over Here (TV) : le narrateur
- 1996 : Cuts (TV) : Lord Mellow
- 1997 : Rebecca (TV) : Mr. Baker
- 1997 : The Place of the Dead (TV) : Chairman of the Inquiry
- 1998 : Animated Epics: Beowulf (TV) : Hrothgar  (voix)
- 1998 : Bramwell: Our Brave Boys (TV) : le colonel Kindersley
- 1998 : À tout jamais: Une histoire de Cendrillon (Ever After) : le roi Francis
- 1998 : King Lear (TV) : Gloucester
- 1999 : Jeanne d'Arc (The Messenger: The Story of Joan of Arc) : Pierre Cauchon
- 1999 : The Big Knights (série TV) : le roi Otto (voix)
- 2000 : 102 Dalmatiens (102 Dalmatians) : juge
- 2001 : Vengeance secrète (The Fourth Angel) : Jones
- 2001 : Bedtime (série TV) : Andrew Oldfield
- 2001 : Poèmes pour Iris (Iris) : Vieux Maurice
- 2001 : Station Jim (TV) : Sir Christopher Ellis
- 2002 : Martin Luther (TV) : Martin Luther
- 2002 : Shrink : Dr Frucht-Kuche
- 2002 : Villa des roses : Hugh
- 2002 : Dickens (TV) : John Dickens
- 2003 : Sinbad : La Légende des sept mers (Sinbad: Legend of the Seven Seas) : Dymas (voix)
- 2003 : Au-delà des frontières (Beyond Borders) : Lawrence Bauford
- 2003 : Looking for Victoria (TV)
- 2004 : The Alan Clark Diaries (série TV) : Sir Robert Armstrong
- 2004 : The Inspector Lynley Mysteries: In Pursuit of the Proper Sinner (TV) : Andy Maiden
- 2004 : London (TV) : Henry Mayhew
- 2004 : Essential Poems for Christmas (TV) : Reader
- 2005 : Colditz : La Guerre des évadés (Colditz) (TV) : Bunny Warren
- 2009 : Endgame : P. W. Botha
- 2010 : Inspecteur Lewis (TV) : Donald Terry
- 2010 : Hercule Poirot (série TV, épisode Le Crime d'Halloween) : Révérend Cottrell
- 2010 : Timbré (Going Postal) (TV) : Ridcully
- 2011 : Exile (TV) : Metzler
- 2012 : Titanic (série TV) : Lord Pirrie
- 2013 : Coronation Street (série TV) : Eric Babbage
- 2019 : Gentleman Jack (série TV) : Jeremy Lister